# Tỉnh ủy Bình Dương
Tỉnh ủy Bình Dương hay còn được gọi Ban Chấp hành Đảng bộ tỉnh Bình Dương, hay Đảng ủy tỉnh Bình Dương. Là cơ quan lãnh đạo cao nhất của Đảng bộ tỉnh Bình Dương giữa hai kỳ đại hội đại biểu Đảng bộ tỉnh.

## Lịch sử

### Giai đoạn 1936-1945
Tỉnh ủy Bình Dương có nhiều tên gọi khác nhau qua các thời kỳ lịch sử của Nam Bộ. Tháng 2/1936 thực hiện nghị quyết Đại hội Đảng lần thứ nhất đồng thời để đáp ứng nhiệm vụ trong thời kỳ hiện tại Xứ ủy Nam Kỳ đã chỉ định Ban Chấp hành Tỉnh ủy lâm thời Thủ Dầu Một gồm 5 ủy viên.
Tháng 4/1936 tại Pháp, Mặt trận Bình dân Pháp giành được thắng lợi. Chính phủ cánh tả thi hành một số quyền lợi cho giai cấp lao động trong nước và thuộc địa. Tháng 7/1936 Trung ương Đảng tổ chức Hội nghị Trung ương lần thứ nhất ra nghị quyết mới để đáp ứng tình hình mới.
Thực hiện nghị quyết của Trung ương, Tỉnh ủy lâm thời hoạt động công khai, nửa công khai, hợp pháp nửa hợp pháp tổ chức các cuộc bãi công, đấu tranh đòi quyền lợi lao động.
Tháng 1/1937, Trung ương Đảng chính thức công nhận Tỉnh ủy lâm thời, Tỉnh ủy có tên gọi chính thức là Ban chấp hành Đảng bộ tỉnh Thủ Dầu Một. Trong giai đoạn 1937-1939 Tỉnh ủy Thủ Dầu Một lãnh đạo các phong trào công nhân, lao động tại địa phương.
Tháng 9/1939, Thế chiến II bùng nổ. Pháp chấn áp mọi cuộc biểu tình, bãi công, thực thi bắt bớ các đảng viên trong cả nước. Tháng 11/1940 thực hiện Nghị quyết của Xứ ủy Nam Kỳ, Tỉnh ủy lãnh đạo nhân dân tham gia Nam Kỳ khởi nghĩa. Sau một thời gian khởi nghĩa thất bại, Pháp khủng bố ác liệt, nhiều đảng viên phải lẩn tránh nhiều nơi. Tỉnh ủy bị xóa sổ.
Giữa năm 1942, nhiều đảng viên tập hợp quay trở lại, tháng 3/1943 Tỉnh ủy được tái lập. Tháng 5/1943 Bí thư các Tỉnh ủy Thủ Dầu Một, Biên Hòa, Gia Định, Chợ Lớn, Tây Ninh họp lại thành lập Liên Tỉnh ủy miền Đông. Trong thời gian 1942-1945 Tỉnh ủy tiếp tục lãnh đạo địa phương khôi phục lại các cơ sở Đảng bị đàn áp trước đây và chuẩn bị Tổng khởi nghĩa Cách mạng tháng 8.
Ngày 24/8/1945 tỉnh ủy tổ chức tổng khởi nghĩa giành chính quyền tại tỉnh. Ngày 25/8/1945, Tỉnh ủy giành chính quyền thành công cùng ngày với thành phố Sài Gòn và 15 tỉnh Nam Kỳ. Sau khi giành chính quyền, Ủy ban nhân dân tỉnh được thành lập gồm nhiều đảng viên ưu tú do tỉnh ủy giới thiệu. Giữa tháng 9, Ủy ban nhân dân tỉnh đổi tên thành Ủy ban Hành chánh kháng chiến tỉnh.
Cuối tháng 9/1945, Anh đưa quân tái chiếm khu vực Nam Kỳ. Tỉnh ủy cùng nhân dân Nam Kỳ tiến hành đánh địch tại nhiều nơi, Nam Bộ kháng chiến. Từ tháng 10/1945-12/1946 tỉnh ủy và quân Pháp, Anh giành giật từng khu vực trong tỉnh. Thực hiện chủ trương "giải tán" của Đảng ngày 11/11/1945, Tỉnh ủy cũng tiến hành tự "giải tán", thực chất phát triển phong trào cách mạng dưới tên Việt Minh. 

### Giai đoạn 1946-1954
Từ 1946-1954 Tỉnh ủy lãnh đạo quân dân chống lại thực dân Pháp. Sau Đại hội Đảng lần thứ 2 năm 1951, Trung ương Đảng chủ trương tổ chức lại chiến trường Nam Bộ thật gọn và mạnh, đáp ứng kịp với tình hình mới. Trung ương Cục miền Nam thay cho Xứ ủy Nam Bộ. Giải thể 3 Quân khu 7, 8 và 9. Nam Bộ được chia thành 2 Phân liên khu: Phân liên khu miền Đông và Phân liên khu Miền Tây. Phân liên khu miền Đông gồm đặc khu Sài Gòn - Chợ Lớn, và 5 tỉnh Gia Định Ninh, Thủ Biên, Bà Rịa - Chợ Lớn, Mỹ Tho, Long Châu Sa. Các tỉnh Nam Bộ còn lại gộp thành Phân liên khu miền Tây. Phân liên khu ủy và Ủy ban Kháng chiến Hành chánh Phân liên khu trực tiếp lãnh đạo, chỉ đạo các đơn vị hành chánh trong Phân liên khu.
Theo chủ trương tháng 3/1951, Tỉnh ủy Thủ Dầu Một và Tỉnh ủy Biên Hòa sáp nhập thành Tỉnh ủy Thủ Biên. Ban chấp hành mới gồm 21 ủy viên.
Sau khi Hiệp định Giơnevơ được ký, Tỉnh ủy Thủ Biên chuẩn bị lực lượng thi hành Hiệp định. Theo các thảo thuận về tập kết 2 bên, Xứ ủy Nam Bộ quyết định phân chia lại địa bàn các tỉnh để phù hợp với tình hình mới. Cuối năm 1954 Tỉnh Thủ Biên tách lại 2 tỉnh Thủ Dầu Một và Biên Hòa. Tháng 1/1955 Hội nghị Ban Chấp hành tỉnh Thủ Dầu Một được tổ chức. 

### Giai đoạn 1954-1975
Sau khi Ngô Đình Diệm phế truất Bảo Đại làm Tổng thống. Chính quyền Ngô Đình Diệm lập cơ sở đàn áp từ Trung ương tới ấp xã. Ở Trung ương có Hội đồng chỉ đạo, ở cơ sở có các "Đoàn công dân vụ" (mỗi đoàn có 10 người) và lực lượng dân vệ, bảo an, cảnh sát, từng bước thực hiện quốc sách "tố cộng, diệt cộng". Giữa năm 1956, Ngô Đình Diệm thực hiện chiến dịch Trương Tấn Bửu nhằm đàn áp tiêu diệt lực lượng cách mạng khiến cho Tỉnh ủy tổn thất rất lớn.
Tháng 10/1956, Ngô Đình Diệm ký sắc lệnh 143-NV thay đổi địa giới hành chính các tỉnh, tách tỉnh Thủ Dầu Một thành tỉnh Bình Dương và Bình Long; lập tỉnh Phước Thành nằm ngay trong lòng Chiến khu Đ. Thực hiện chính sách di dân, Ngô Đình Diệm đưa hàng vạn người công giáo di dân vào vùng căn cứ kháng chiến cách mạng. Tuy bị chính quyền Diệm thực hiện chính sách mị dân, nhiều người công giáo vẫn ủng hộ cách mạng một cách tích cực.
Sau khi kết thúc chiến dịch Trương Tấn Bửu (2/1957), chính quyền Diệm thực hiện nhiều cuộc càn quét quy mô lớn như "Chiến dịch mặt trời mọc", "Chiến dịch Bình Tây", "Chiến dịch Sao Mai", "chiến dịch Thu Đông", "Đồng tâm diệt cộng"... cùng với Luật 10-59. Tỉnh ủy phải tạm rút vào chiến khu Đ để tiếp tục lãnh đạo cách mạng địa phương.
Tháng 11/1959 Xứ ủy Nam Bộ triệu tập Hội nghị mở rộng thực hiện Nghị quyết 15 của Trung ương về phát triển đấu tranh vũ trang và đồng loạt khởi nghĩa. Toàn Nam Bộ tình cực được vũ trang hóa. Đầu năm 1960, phong trào Đồng khởi tại Bến Tre nổ ra. Tỉnh ủy Thủ Dầu Một thành lập Ban chỉ đạo đồng khởi của tỉnh và tiến hành đồng khởi tại tỉnh tháng 2/1960. Tuy thất bại nhưng đây là tiếng súng đầu tiên cho phong trào kháng chiến cho toàn Nam Bộ sau này.
Từ năm 1960-1963, chính trị Việt Nam Cộng hòa mất ổn định. Ngô Đình Diệm liên tiếp bị các cuộc đảo chính và ám sát hụt. Sau phong trào Đồng khởi, chính quyền Mỹ phải thừa nhận: 
"Tình hình Nam Việt Nam hết sức nghiêm trọng, hoạt động quân sự của Việt cộng dưới các hình thức đột kích, tập kích, công đồn liên tiếp xảy ra, đấu tranh chính trị phát triển đến mức đáng lo ngại; và vấn đề Nam Việt Nam sau đồng khởi không còn đơn thuần là vấn đề chính trị và tình báo cảnh sát nữa mà đã trở thành vấn đề chứa nhiều nhân tố quân sự. Cuộc chiến tranh ở miền Nam Việt Nam thực chất là cuộc nổi dậy nên hướng chiến luợc của Mỹ phải là chống nổi dậy."
Để phù hợp với tình hình chiến đấu mới, Xứ ủy Nam Bộ sáp nhập 2 tỉnh Thủ Dầu Một, Biên Hòa thành tỉnh Thủ Biên. Tháng 9/1960 Ban chấp hành Đảng bộ tỉnh Thủ Biên được chỉ định. Đầu năm 1961 Trung ương Cục miền Nam được thành lập thay thế cho Xứ ủy Nam Bộ. Trung ương Cục quyết định tách ra, tái lập lại 2 tỉnh Biên Hòa, Thủ Dầu Một và thành lập tỉnh Phước Thành để phù hợp với chiến lược "chiến tranh đặc biệt" của Mỹ. Tháng 6/1961 Tỉnh ủy Thủ Dầu Một và Tỉnh ủy Phước Thành được thành lập.
Từ năm 1961-1968, Tỉnh ủy nói riêng và Trung ương Cục miền Nam đã làm thất bại nhiều chiến lược của quân Mỹ. Tháng 10/1967 Bộ Chính trị phê chuẩn Nghị quyết của Trung ương Cục miền Nam và Quân ủy Miền về tiến hành tổng công kích-tổng khởi nghĩa, còn gọi "Nghị quyết Quang Trung". Trung ương Cục quyết định sắp xếp lại các lực lượng để tiến hành Tổng khởi nghĩa. Tổ chức thành 5 phân khu hướng tiến công Sài Gòn-Gia Định và khu vực xung quanh. Căn cứ vào tình hình chiến trường, Trung ương Cục quyết định thành lập Ban Chấp hành các phân khu thay cho các Tỉnh ủy. Tỉnh ủy Thủ Dầu Một được sáp nhập vào Ban chấp hành Phân khu ủy Phân khu 5.
Sau chiến dịch Mậu Thân, chính giới Hoa Kỳ, Việt Nam Cộng hòa và quốc tế sủng sốt, "niềm tự hào và uy tín nước Mỹ bị sa sút". Mỹ mở lại nhiều chiến dịch càn quét vào khu vực do lực lượng cách mạng kiểm soát. Tháng 6/1969 Chính phủ Cách mạng lâm thời Cộng hòa miền Nam Việt Nam được thành lập. Để đáp ứng nhiệm vụ mới, tháng 5/1971 Trung ương Cục quyết định sáp nhập Phân khu 5 và tỉnh Biên Hòa thành Phân khu Thủ Biên, Trung ương Cục chỉ định Ban chấp hành Phân khu ủy Thủ Biên.
Trước sự phát triển của tình hình, cục diện chiến trường đã thay đổi, cuối năm 1972, Trung ương Cục quyết định tổ chức lại chiến trường miền Đông Nam Bộ, giải thể các Phân khu, thành lập lại các tỉnh. Tháng 9/1972 Phân khu Thủ Biên được giải thể, tỉnh Thủ Dầu Một được tái lập. Trung ương cục chỉ định Tỉnh ủy Thủ Dầu Một.
Sau khi Hiệp định Paris được ký kết, tạo thời cơ lớn cho công cuộc thống nhất đất nước. Đầu năm 1973, quân đội Hoa Kỳ rút khỏi Việt Nam. Đầu năm 1975 Quân Giải phóng miền Nam Việt Nam tiến hành tiến công thống nhất đất nước. Ngày 30/4/1975 tỉnh Bình Dương được giải phóng hoàn toàn, công cuộc thống nhất đất nước kết thúc.

### 1976-2025
Sau khi giải phóng, Ủy ban quân quản tỉnh được thiết lập. Ủy ban quân quản thực hiện nhiệm vụ điều phối các lực lượng thực hiện vai trò quản lý xã hội, giải quyết các công việc cấp bách sau thời kỳ giải phóng.
Tháng 12/1975 Bộ Chính trị ban hành Nghị quyết số 19-NQ/TW về phát triển đất nước sau chiến tranh. Thực hiện Nghị quyết, Chính phủ Cách mạng lâm thời miền Nam Việt Nam đã ban hành các nghị quyết giải thể khu, hợp nhất một số tỉnh ở miền Nam. Tháng 2/1976 tỉnh Thủ Dầu Một và Bình Phước được sáp nhập thành tỉnh Sông Bé, đồng thời Trung ương Cục cũng chỉ định Ban Chấp hành lâm thời Đảng bộ tỉnh Sông Bé.
Tháng 10/1976, Ban Bí thư ban hành chỉ thị 240-CT/TW về vấn đề hướng dẫn việc tổ chức Đại hội Đảng bộ các cấp. Đại hội Đại biểu Đảng bộ tỉnh Sông Bé lần thứ nhất (vòng 1) diễn ra từ ngày 10-20/11/1976, nhiệm vụ chính là tham gia thảo luận ý kiến chính trị, bầu đại biểu tham dự Đại hội Đại biểu toàn quốc lần thứ VI của Đảng.
Ngày 19/4/1977, Đại hội Đại biểu Đảng bộ tỉnh Sông Bé lần thứ nhất (vòng 2) được khai mạc. Đại hội đã chính thức bầu Ban Chấp hành Đảng bộ tỉnh Sông Bé với nhiệm kỳ 1976-1979. Sau Đại hội, Tỉnh ủy tiến hành đại hội Đảng vòng 2 ở các Đảng bộ trực thuộc tỉnh ủy.
Tại kỳ họp thứ 10 (15/10-12/11/1996) Quốc hội khóa IX ra nghị quyết về việc chia tách tỉnh và điều chỉnh địa giới hành chính, trong đó có tỉnh Sông Bé. Sau đó, Bộ Chính trị ra Chỉ thị 03-CT/TW về việc chia tách tỉnh và đơn vị hành chính cấp tỉnh.
Thực hiện Chỉ thị của Bộ Chính trị và Nghị quyết của Quốc hội, ngày 26/11/1996, Ban Thường vụ Tỉnh ủy Sông Bé ra Nghị quyết về việc chia tách tỉnh Sông Bé, thành 2 tỉnh Bình Dương và Bình Phước.
Ngày 1/1/1997 tỉnh Bình Dương được tái lập. Trước đó ngày 12/12/1996 Bộ Chính trị ra Nghị quyết 118-QĐNS/TW thành lập Đảng bộ Bình Dương và chỉ định Ban Chấp hành lâm thời Đảng bộ tỉnh Bình Dương.
Thực hiện Chỉ thị 51-CT/TW của Ban Bí thư và Hướng dẫn 06-HD/TC-TW ngày 23/7/1997 của Ban Tổ chức Trung ương về việc chuẩn bị và tiến hành Đại hội Đảng bộ các tỉnh, thành phố mới được chia tách. Tỉnh ủy lâm thời tổ chức Đại hội Đại biểu Đảng bộ tỉnh Bình Dương lần thứ VI từ 17-19/12/1997. Đại hội chính thức bầu Ban Chấp hành Đảng bộ tỉnh Bình Dương khóa VI gồm 47 ủy viên.
Ngày 12/6/2025, Quốc hội đã biểu quyết thông qua Nghị quyết về việc sắp xếp đơn vị hành chính cấp tỉnh năm 2025. Theo đó, sắp xếp toàn bộ diện tích tự nhiên, quy mô dân số của Thành phố Hồ Chí Minh, tỉnh Bà Rịa - Vũng Tàu và tỉnh Bình Dương thành thành phố mới có tên gọi là Thành phố Hồ Chí Minh.

## Tổ chức
- Ban Thường vụ
- Cơ quan tham mưu, giúp việc
  - Văn phòng Tỉnh ủy
  - Ủy ban Kiểm tra Tỉnh ủy
  - Ban Tổ chức Tỉnh ủy
  - Ban Nội chính Tỉnh ủy
  - Ban Tuyên giáo và Dân vận Tỉnh ủy
  - Báo Bình Dương
  - Trường Chính trị tỉnh
- Cơ quan trực thuộc
  - Ban chấp hành Đảng bộ các cơ quan Đảng tỉnh
  - Ban chấp hành Đảng bộ UBND tỉnh
  - Ban chấp hành Đảng bộ Quân sự tỉnh
  - Ban chấp hành Đảng bộ Công an tỉnh
  - Thành ủy Thủ Dầu Một
  - Thành ủy Thuận An
  - Thành ủy Dĩ An
  - Thị ủy Tân Uyên
  - Thị ủy Bến Cát
  - Huyện ủy Dầu Tiếng
  - Huyện ủy Phú Giáo
  - Huyện ủy Bắc Tân Uyên
  - Huyện ủy Bàu Bàng

## Bí thư Tỉnh ủy

### Giai đoạn 1936-1976
| STT | Tên               | Nhiệm kỳ        | Chức vụ                                                                      | Ghi chú                          |
| --- | ----------------- | --------------- | ---------------------------------------------------------------------------- | -------------------------------- |
| 1   | Trương Văn Nhâm   | 2/1936-12/1936  | Xứ ủy viên Xứ ủy Nam Kỳ Bí thư Tỉnh ủy lâm thời Thủ Dầu Một                  | nhận nhiệm vụ khác               |
| 2   | Hồ Văn Cống       | 1/1937-2/1943   | Bí thư Tỉnh ủy Thủ Dầu Một                                                   | bị Pháp bắt                      |
| 3   | Văn Công Khai     | 3/1943-3/1946   | Bí thư Tỉnh ủy Thủ Dầu Một Trưởng ban Ủy ban khởi nghĩa tỉnh (1945)          |                                  |
| 4   | Nguyễn Văn Tiết   | 3/1946-4/1948   | Bí thư Tỉnh ủy Thủ Dầu Một Chủ nhiệm Tỉnh bộ Việt Minh                       |                                  |
| 5   | Vũ Duy Hanh       | 4/1948-9/1949   | Bí thư Tỉnh ủy Thủ Dầu Một                                                   |                                  |
| 6   | Nguyễn Quang Việt | 10/1949-5/1951  | Bí thư Tỉnh ủy Thủ Dầu Một                                                   |                                  |
| 6   | Nguyễn Quang Việt | 5/1951-1/1955   | Bí thư Tỉnh ủy Thủ Biên                                                      |                                  |
| 7   | Lê Đình Nhơn      | 1/1955-9/1956   | Bí thư Tỉnh ủy Thủ Dầu Một                                                   | bị chính quyền Ngô Đình Diệm bắt |
| 8   | Võ Văn Đợi        | 10/1956-9/1960  | Bí thư Tỉnh ủy Thủ Dầu Một                                                   |                                  |
| 9   | Lê Quang Chữ      | 9/1960-6/1961   | Bí thư Tỉnh ủy Thủ Biên                                                      |                                  |
| 10  | Nguyễn Văn Trung  | 6/1961-5/1965   | Bí thư Tỉnh ủy Thủ Dầu Một                                                   |                                  |
| 11  | Trần Quốc Ân      | 5/1965-11/1965  | Bí thư Tỉnh ủy Thủ Dầu Một                                                   |                                  |
| 10  | Nguyễn Văn Trung  | 11/1965-10/1967 | Bí thư Tỉnh ủy Thủ Dầu Một                                                   |                                  |
| 12  | Hoàng Minh Đạo    | 10/1967-6/1969  | Bí thư Phân khu ủy kiêm Chính ủy lực lượng vũ trang Phân khu 5               |                                  |
| 10  | Nguyễn Văn Trung  | 6/1969-5/1971   | Bí thư Phân khu ủy Phân khu 5 Chủ tịch Ủy ban nhân dân Cách mạng Thủ Dầu Một |                                  |
| 10  | Nguyễn Văn Trung  | 5/1971-9/1972   | Bí thư Phân khu ủy Phân khu Thủ Biên                                         |                                  |
| 10  | Nguyễn Văn Trung  | 9/1972-10/1974  | Bí thư Tỉnh ủy Thủ Dầu Một                                                   |                                  |
| 13  | Nguyễn Văn Luông  | 10/1974-12/1975 | Bí thư Tỉnh ủy Thủ Dầu Một                                                   |                                  |

### 1976-1997
| STT | Đại hội Đảng bộ | Tên               | Nhiệm kỳ        | Chức vụ                                        | Phó Bí thư                                                      | Ghi chú                                     |
| --- | --------------- | ----------------- | --------------- | ---------------------------------------------- | --------------------------------------------------------------- | ------------------------------------------- |
| 1   | -               | Đỗ Văn Nuống      | 1/1976-4/1977   | Bí thư Tỉnh ủy lâm thời Sông Bé                | Phạm Trinh Kiên Phó Bí thư Thường trực                          |                                             |
| 1   | -               | Đỗ Văn Nuống      | 1/1976-4/1977   | Bí thư Tỉnh ủy lâm thời Sông Bé                | Nguyễn Văn Luông Chủ tịch Ủy ban nhân dân tỉnh                  |                                             |
| 1   | I               | Đỗ Văn Nuống      | 4/1977-1/1980   | Bí thư Tỉnh ủy Sông Bé                         | Lê Văn Thâm Phó Bí thư Thường trực                              |                                             |
| 1   | I               | Đỗ Văn Nuống      | 4/1977-1/1980   | Bí thư Tỉnh ủy Sông Bé                         | Nguyễn Văn Luông Chủ tịch Ủy ban nhân dân tỉnh                  |                                             |
| 1   | II              | Đỗ Văn Nuống      | 1/1980-5/1980   | Bí thư Tỉnh ủy Sông Bé                         | Lê Văn Thâm Phó Bí thư Thường trực                              |                                             |
| 1   | II              | Đỗ Văn Nuống      | 1/1980-5/1980   | Bí thư Tỉnh ủy Sông Bé                         | Nguyễn Văn Luông Chủ tịch Ủy ban nhân dân tỉnh                  |                                             |
| 2   | II              | Nguyễn Văn Luông  | 5/1980-4/1983   | Bí thư Tỉnh ủy Sông Bé                         | Lê Văn Thâm Phó Bí thư Thường trực                              |                                             |
| 2   | II              | Nguyễn Văn Luông  | 5/1980-4/1983   | Bí thư Tỉnh ủy Sông Bé                         | Nguyễn Như Phong Chủ tịch Ủy ban nhân dân tỉnh                  |                                             |
| 2   | III             | Nguyễn Văn Luông  | 4/1983-11/1986  | Bí thư Tỉnh ủy Sông Bé                         | Lê Văn Thâm Phó Bí thư Thường trực                              |                                             |
| 2   | III             | Nguyễn Văn Luông  | 4/1983-11/1986  | Bí thư Tỉnh ủy Sông Bé                         | Nguyễn Như Phong Chủ tịch Ủy ban nhân dân tỉnh                  |                                             |
| 2   | IV              | Nguyễn Văn Luông  | 11/1986-12/1991 | Bí thư Tỉnh ủy Sông Bé                         | Lê Văn Thâm Phó Bí thư Thường trực                              |                                             |
| 2   | IV              | Nguyễn Văn Luông  | 11/1986-12/1991 | Bí thư Tỉnh ủy Sông Bé                         | Trần Ngọc Khanh Chủ tịch Ủy ban nhân dân tỉnh                   |                                             |
| 2   | IV              | Nguyễn Văn Luông  | 11/1986-12/1991 | Bí thư Tỉnh ủy Sông Bé                         | Nguyễn Minh Triết Ủy viên Trung ương Đảng                       | Ban Bí thư Trung ương bổ sung tháng 10/1989 |
| 3   | V               | Nguyễn Minh Triết | 12/1991-4/1996  | Ủy viên Trung ương Đảng Bí thư Tỉnh ủy Sông Bé | Cao Văn Chi Phó Bí thư Thường trực                              |                                             |
| 3   | V               | Nguyễn Minh Triết | 12/1991-4/1996  | Ủy viên Trung ương Đảng Bí thư Tỉnh ủy Sông Bé | Hồ Minh Phương Chủ tịch Ủy ban nhân dân tỉnh (đến tháng 2/1994) |                                             |
| 3   | V               | Nguyễn Minh Triết | 12/1991-4/1996  | Ủy viên Trung ương Đảng Bí thư Tỉnh ủy Sông Bé | Nguyễn Minh Đức Chủ tịch Ủy ban nhân dân tỉnh                   | bổ sung tháng 12/1994                       |
| 3   | VI              | Nguyễn Minh Triết | 4/1996-12/1996  | Ủy viên Trung ương Đảng Bí thư Tỉnh ủy Sông Bé | Hồ Minh Phương Phó Bí thư Thường trực                           |                                             |
| 3   | VI              | Nguyễn Minh Triết | 4/1996-12/1996  | Ủy viên Trung ương Đảng Bí thư Tỉnh ủy Sông Bé | Nguyễn Minh Đức Chủ tịch Ủy ban nhân dân tỉnh                   |                                             |

### 1997-2025
| STT | Đại hội Đảng bộ | Tên             | Nhiệm kỳ                      | Chức vụ                                           | Phó Bí thư                                                           | Ghi chú                |
| --- | --------------- | --------------- | ----------------------------- | ------------------------------------------------- | -------------------------------------------------------------------- | ---------------------- |
| 1   | -               | Nguyễn Minh Đức | 12/1996-12/1997               | Bí thư Tỉnh ủy lâm thời Bình Dương                | Phan Văn Đương Phó Bí thư Thường trực Tỉnh ủy lâm thời               |                        |
| 1   | -               | Nguyễn Minh Đức | 12/1996-12/1997               | Bí thư Tỉnh ủy lâm thời Bình Dương                | Hồ Minh Phương Chủ tịch Ủy ban nhân dân tỉnh                         |                        |
| 1   | VI              | Nguyễn Minh Đức | 12/1997-1/2001                | Bí thư Tỉnh ủy Bình Dương                         | Phan Văn Đương Phó Bí thư Thường trực Tỉnh ủy                        |                        |
| 1   | VI              | Nguyễn Minh Đức | 12/1997-1/2001                | Bí thư Tỉnh ủy Bình Dương                         | Hồ Minh Phương Chủ tịch Ủy ban nhân dân tỉnh                         |                        |
| 1   | VII             | Nguyễn Minh Đức | 1/2001-7/2004                 | Bí thư Tỉnh ủy Bình Dương                         | Mai Thế Trung Ủy viên Trung ương Đảng Phó Bí thư Thường trực Tỉnh ủy |                        |
| 1   | VII             | Nguyễn Minh Đức | 1/2001-7/2004                 | Bí thư Tỉnh ủy Bình Dương                         | Hồ Minh Phương Chủ tịch Ủy ban nhân dân tỉnh                         |                        |
| 2   | VII             | Mai Thế Trung   | 7/2004-12/2005                | Ủy viên Trung ương Đảng Bí thư Tỉnh ủy Bình Dương | Vũ Minh Sang Phó Bí thư Thường trực Tỉnh ủy                          |                        |
| 2   | VII             | Mai Thế Trung   | 7/2004-12/2005                | Ủy viên Trung ương Đảng Bí thư Tỉnh ủy Bình Dương | Nguyễn Hoàng Sơn Chủ tịch Ủy ban nhân dân tỉnh                       |                        |
| 2   | VIII            | Mai Thế Trung   | 12/2005-9/2010                | Ủy viên Trung ương Đảng Bí thư Tỉnh ủy Bình Dương | Vũ Minh Sang Phó Bí thư Thường trực Tỉnh ủy                          |                        |
| 2   | VIII            | Mai Thế Trung   | 12/2005-9/2010                | Ủy viên Trung ương Đảng Bí thư Tỉnh ủy Bình Dương | Nguyễn Hoàng Sơn Chủ tịch Ủy ban nhân dân tỉnh                       |                        |
| 2   | IX              | Mai Thế Trung   | 9/2010-10/2015                | Ủy viên Trung ương Đảng Bí thư Tỉnh ủy Bình Dương | Vũ Minh Sang Phó Bí thư Thường trực Tỉnh ủy                          | Nghỉ hưu tháng 11/2013 |
| 2   | IX              | Mai Thế Trung   | 9/2010-10/2015                | Ủy viên Trung ương Đảng Bí thư Tỉnh ủy Bình Dương | Lê Thanh Cung Chủ tịch Ủy ban nhân dân tỉnh (đến 12/2014)            | Nghỉ hưu 2015          |
| 2   | IX              | Mai Thế Trung   | 9/2010-10/2015                | Ủy viên Trung ương Đảng Bí thư Tỉnh ủy Bình Dương | Phạm Văn Cành Chủ tịch Hội đồng nhân dân tỉnh                        | Bổ sung tháng 11/2013  |
| 2   | IX              | Mai Thế Trung   | 9/2010-10/2015                | Ủy viên Trung ương Đảng Bí thư Tỉnh ủy Bình Dương | Nguyễn Hữu Từ                                                        | Bổ sung tháng 3/2014   |
| 2   | IX              | Mai Thế Trung   | 9/2010-10/2015                | Ủy viên Trung ương Đảng Bí thư Tỉnh ủy Bình Dương | Trần Văn Nam Chủ tịch Ủy ban nhân dân tỉnh (từ 1/2015)               | Bổ sung tháng 12/2014  |
| 3   | X               | Trần Văn Nam    | 10/2015-10/2020               | Ủy viên Trung ương Đảng Bí thư Tỉnh ủy Bình Dương | Phạm Văn Cành Chủ tịch Hội đồng nhân dân tỉnh                        | Nghỉ hưu tháng 12/2018 |
| 3   | X               | Trần Văn Nam    | 10/2015-10/2020               | Ủy viên Trung ương Đảng Bí thư Tỉnh ủy Bình Dương | Nguyễn Hữu Từ                                                        | Qua đời tháng 11/2018  |
| 3   | X               | Trần Văn Nam    | 10/2015-10/2020               | Ủy viên Trung ương Đảng Bí thư Tỉnh ủy Bình Dương | Trần Thanh Liêm Chủ tịch Ủy ban nhân dân tỉnh                        | Đến tháng 10/2020      |
| 3   | XI              | Trần Văn Nam    | 10/2020-7/2021 (bị cách chức) | Ủy viên Trung ương Đảng Bí thư Tỉnh ủy Bình Dương | Nguyễn Hoàng Thao                                                    |                        |
| 3   | XI              | Trần Văn Nam    | 10/2020-7/2021 (bị cách chức) | Ủy viên Trung ương Đảng Bí thư Tỉnh ủy Bình Dương | Võ Văn Minh Chủ tịch Ủy ban nhân dân tỉnh                            |                        |
| 4   | XI              | Nguyễn Văn Lợi  | 7/2021-6/2025                 | Ủy viên Trung ương Đảng Bí thư Tỉnh ủy Bình Dương | Nguyễn Hoàng Thao                                                    | Đến tháng 11/2024      |
| 4   | XI              | Nguyễn Văn Lợi  | 7/2021-6/2025                 | Ủy viên Trung ương Đảng Bí thư Tỉnh ủy Bình Dương | Võ Văn Minh Chủ tịch Ủy ban nhân dân tỉnh                            | Đến tháng 6/2025       |
| 4   | XI              | Nguyễn Văn Lợi  | 7/2021-6/2025                 | Ủy viên Trung ương Đảng Bí thư Tỉnh ủy Bình Dương | Nguyễn Lộc Hà                                                        | 1/2025-6/2025          |